# Gloria Steinem
Gloria Marie Steinem (Toledo (Ohio), 25 maart 1934) is een feministe, journaliste en activiste uit de Verenigde Staten, actief sinds de jaren vijftig van de twintigste eeuw.
Ze was columniste voor het tijdschrift New York en grondlegger van het tijdschrift  Ms. In 1969 publiceerde ze het artikel "After Black Power, Women's Liberation", wat haar in de Verenigde Staten tot feministisch leider maakte.
In 2005 waren Steinem, Jane Fonda en Robin Morgan de oprichters van het Women's Media Center, een organisatie die ernaar streeft om vrouwen zichtbaarheid en macht in de media te verschaffen.
Steinem toert momenteel als organisator en spreker en is een media-woordvoerder over kwesties van gelijkheid. Ze is ook bezig met een boek over haar werk als feministisch organisator. De titel hiervan zal zijn Road to the Heart: America As if Everyone Mattered.